# Joseph Jacob Isaacson
Joseph Jacob Isaacson (Den Haag, 20 april 1859 — Auschwitz, 15 december 1942) was een Nederlandse kunstschilder en fotograaf. Hij was waarschijnlijk de enige die publiceerde over Vincent van Gogh tijdens diens leven.

## Leven en werk

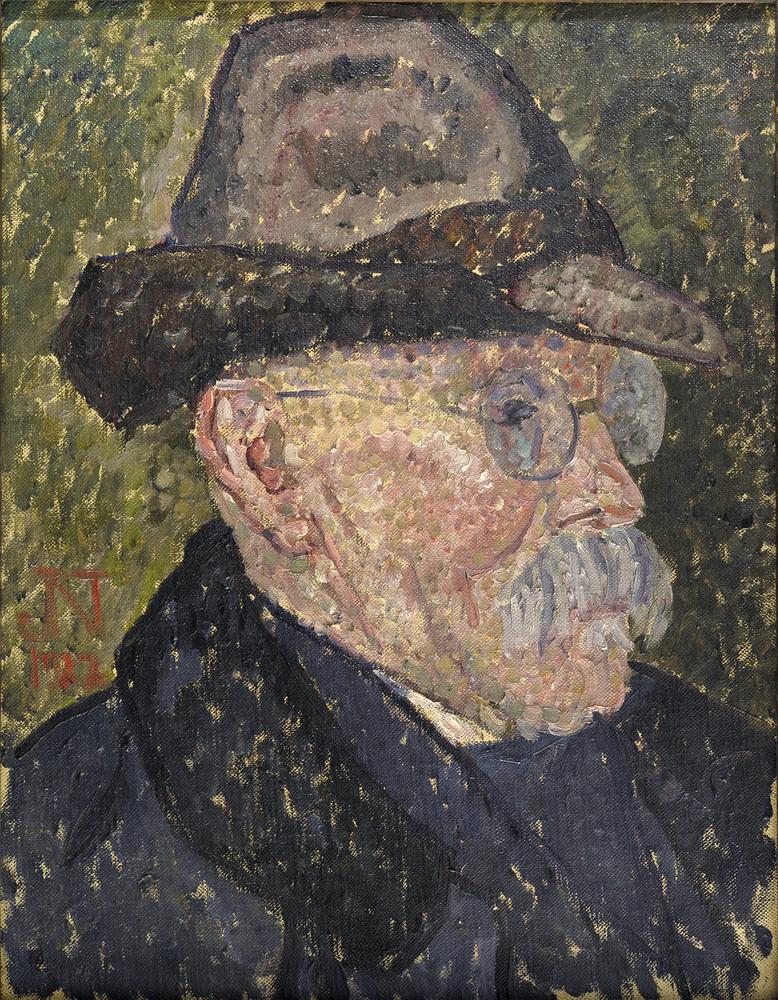
Portret van Isaacson door Jacob Nieweg (1922).

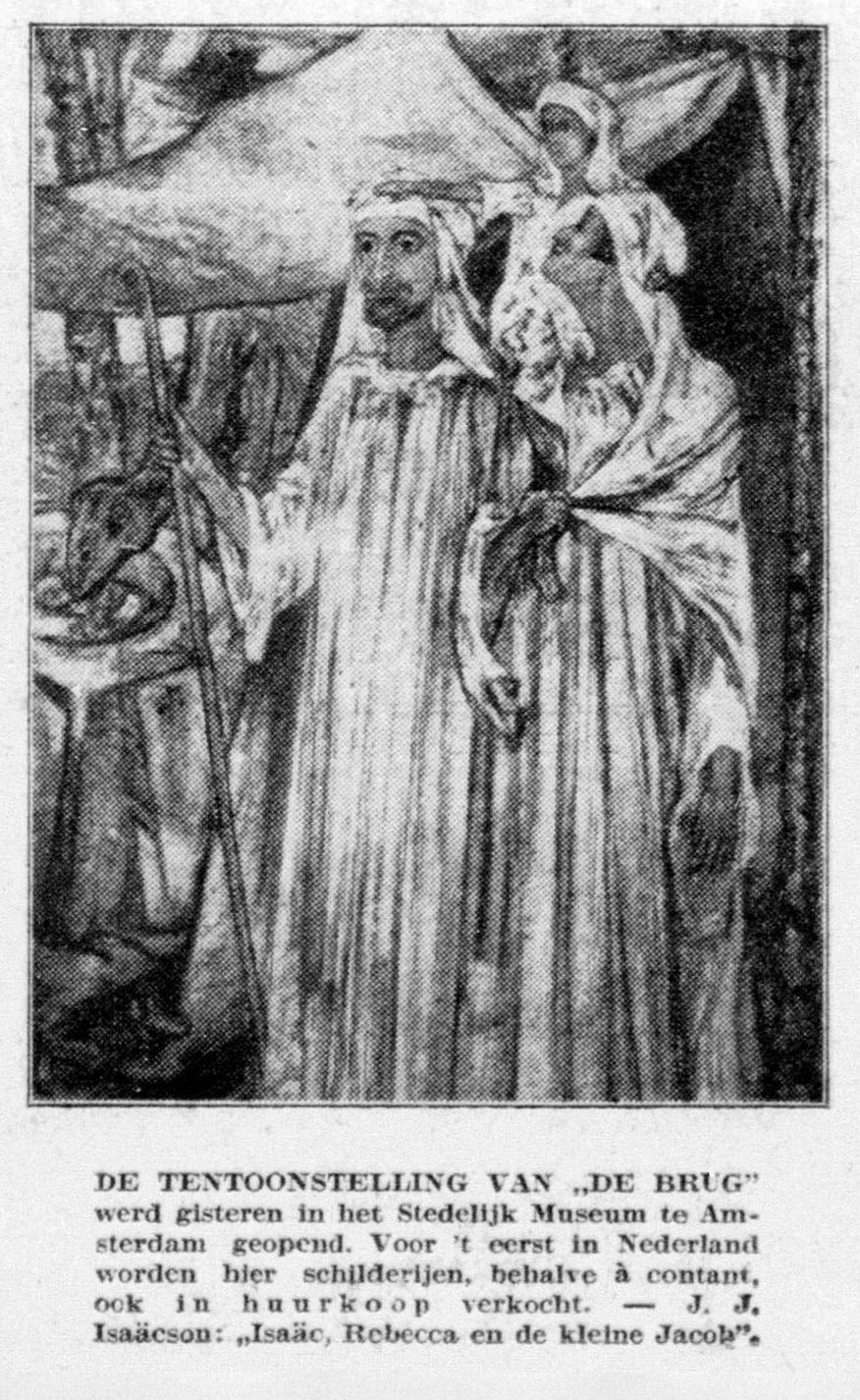
Bericht tentoonstelling De Brug, Stedelijk Museum, 21 november 1926, met Isaacsons Isaäc, Rebecca en de kleine Jacob.

Isaacson was een zoon van de antiekhandelaar Joseph Jacob Isaacson en Flora Lambert. Hij volgde al vanaf zijn elfde jaar de opleiding aan de Academie van Beeldende Kunsten in Den Haag. Later bezocht hij enige tijd de Polytechnische School te Delft en bracht een klein jaar door in Londen als portrettekenaar. Na zijn terugkeer in Nederland verkreeg hij van de bankier Abraham Carel Wertheim een studiebeurs, die hem in staat stelde les te nemen bij de schilder Meijer Isaac de Haan.
Ze raakten bevriend en in 1888 verliet hij Nederland samen met De Haan. Zij vertrokken naar Parijs, waar Isaacson lessen anatomie volgde aan de École des Beaux-Arts. Via De Haan raakte Isaacson bevriend met Theo van Gogh en leerde hij het werk van diens broer Vincent kennen. Ook kwam Isaacson in contact met Ferdinand Hart Nibbrig, Camille Pissarro, Henri de Toulouse-Lautrec, Emile Bernard en de met De Haan samenwerkende Paul Gauguin.

### Isaacson en Van Gogh
Theo van Gogh schreef regelmatig naar zijn broer. In zijn brieven noemde hij verschillende malen Isaacson en De Haan. Vincent, die hen beiden nooit ontmoet heeft, liet hen via zijn brieven hartelijk groeten. In augustus 1889 uitte Isaacson als correspondent van het weekblad De Portefeuille lovende kritiek over het werk van Van Gogh in zijn artikel Gevoelens over de Nederlandsche kunst op de Parijsche Wereld-tentoonstelling, met de conclusie:
'n eenige pionier; hij staat alleen te worstelen in den grooten nacht, zijn naam, Vincent, is voor het nageslacht.
Van Gogh reageerde op 25 oktober 1889 verrast op dit artikel. Hij had sympathie voor Isaacson en achtte hem "een subtiel mens", maar hij vond diens mening over zijn werk overdreven, bijna ziekelijk. Hij had liever gewild dat Isaacson een jaar had gewacht met publiceren over zijn werk. Hij beweerde dat hij dan meer, en karakteristieker, werk zou kunnen tonen. Hij permitteerde zich ook de grap "dat Isaacson maar zijn zuster Willemien moest trouwen". Ook wilde hij hem meegeven in het vervolg af te zien van artikelen over hem. Niettemin publiceerde Isaacson in 1890 wederom een lovend artikel over hem in de Mercure de France. Als reactie liet Van Gogh hem voor de tweede keer weten dat hij niet over hem moest schrijven, omdat hij ervan overtuigd was dat hij nooit werk van belang zou kunnen maken. Aannemelijk is dat Van Gogh hem een van zijn werken stuurde, Zelfportret met palet, aangezien dit in Isaacsons bezit is geweest.
Toen Isaacson in 1890 (na de dood van Van Gogh) naar Nederland terugkeerde, ging hij aan de slag met het organiseren van tentoonstellingen over het werk van Van Gogh. De weduwe van Theo van Gogh, Johanna Bonger, schreef in haar dagboek dat Isaacson zich inspande om exposities voor haar zwager van de grond te krijgen. In 1892 lukte het een tentoonstelling te organiseren bij de kunsthandels Buffa & Zonen in Amsterdam en Oldenzeel in Rotterdam.

### Verdere leven
In 1896 verliet Isaacson Nederland en vertoefde hij vier maanden in Egypte. Hij trouwde op 8 december 1904 in Amsterdam met de tien jaar jongere Emmerentine Weill, zuster van de harpiste Anna Weill. Zijn liefde voor het werk van Van Gogh bekoelde: hij schreef dat het hem "verbaasde maar niet ontroerde". Hij deed het geschonken zelfportret van de hand. Twee jaar later vertrok hij voor de tweede keer naar Egypte, waar hij vijf maanden verbleef. Daarna vestigde hij zich voorgoed in Amsterdam. Vanaf 1921 had hij zijn eigen atelier aan de Prins Hendrikkade. Hij maakte portretten en schilderde oudtestamentische taferelen. In 1926 werd hij lid van de nieuwe kunstenaarsvereniging De Brug.
Over gebrek aan waardering had Isaacson niet te klagen: in 1931 en 1933 kocht het Stedelijk Museum werk van hem aan. Isaacson was elk jaar vertegenwoordigd op de groepstentoonstelling van De Brug. In tijdschriften werd zijn werk besproken door de kunstkritiek en de kranten wijdden in 1939 lange stukken aan hem ter gelegenheid van zijn tachtigste verjaardag.
Over de oorlogsjaren van Isaacson is weinig bekend. Hij leefde teruggetrokken in Amsterdam en hield zich steeds meer bezig met joodse mystiek. Hij ontkwam niet aan de holocaust en kwam op 83-jarige leeftijd samen met zijn vrouw om het leven in het concentratiekamp Auschwitz.

### Tentoonstellingen
- In juni en augustus 1945 werd bij de tentoonstelling Kunst in het harnas in het Stedelijk Museum Amsterdam werk van Isaacson tentoongesteld.
- In 1953 vond weer een tentoonstelling plaats in het Stedelijk Museum met werk van zijn hand.
- De groepstentoonstelling Rebel, mijn hart  in 1995 in de Nieuwe Kerk te Amsterdam toonde ook werk van Isaacson.

## Galerij

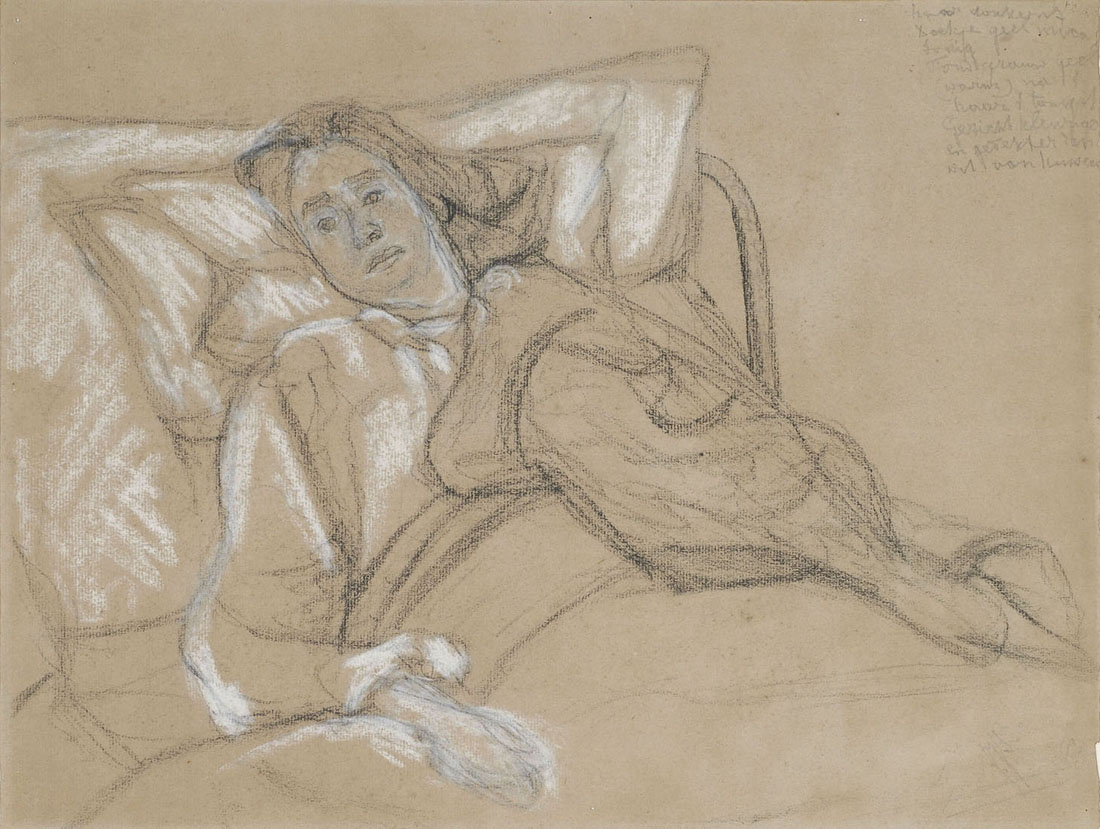
Studie voor een portret van zijn vrouw Emmerentine Isaacson-Weill
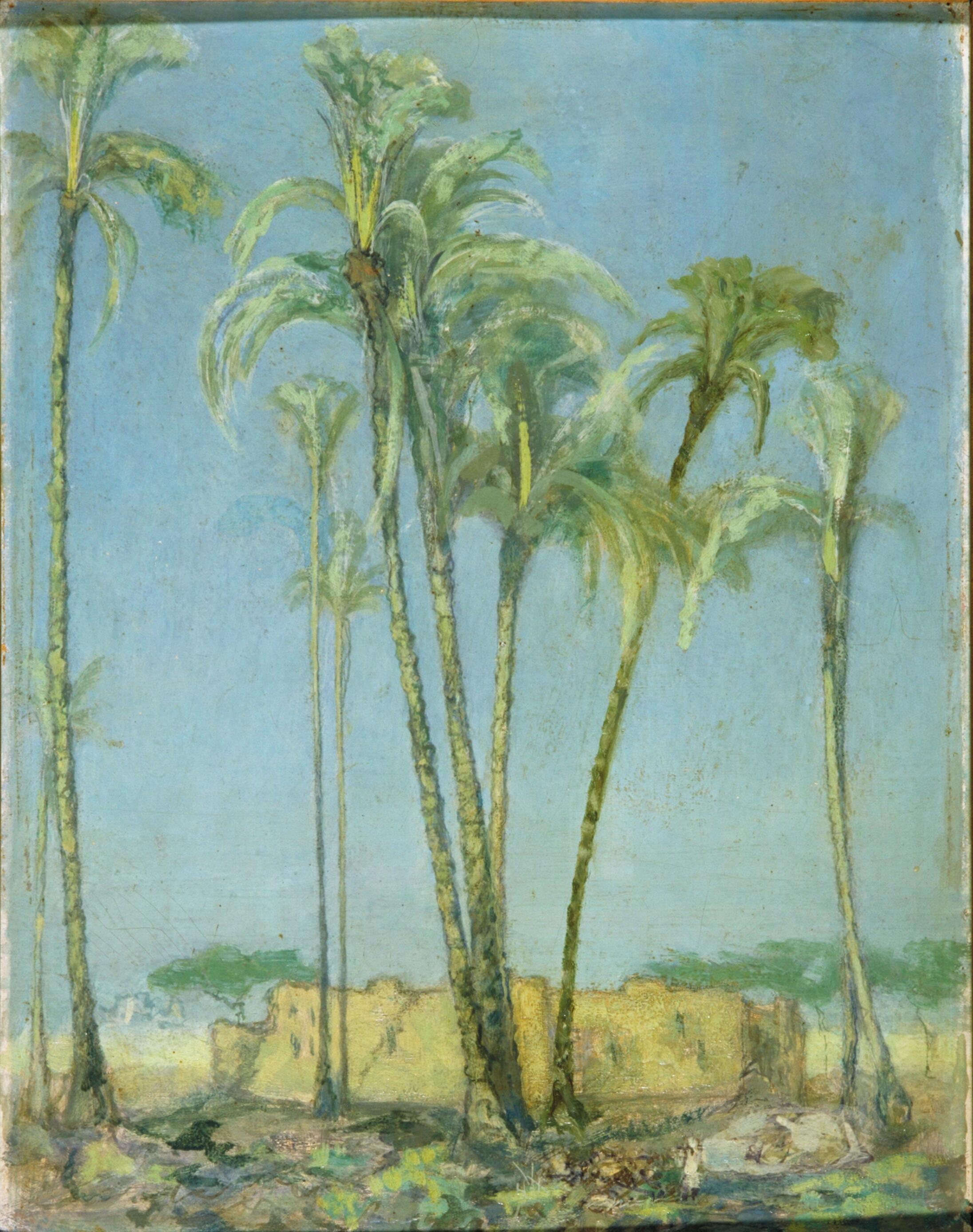
Ochtend in Egypte
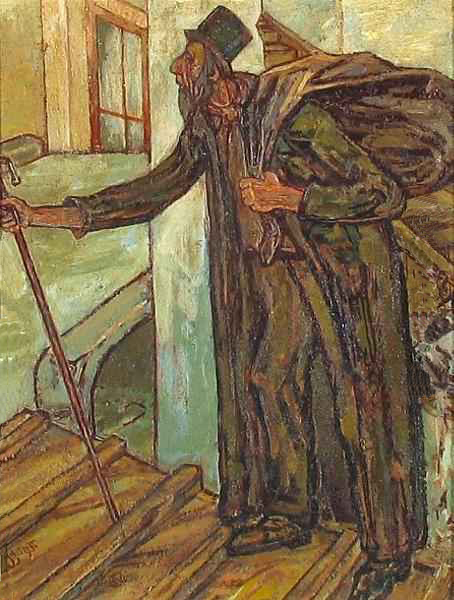
De zwervende Jood
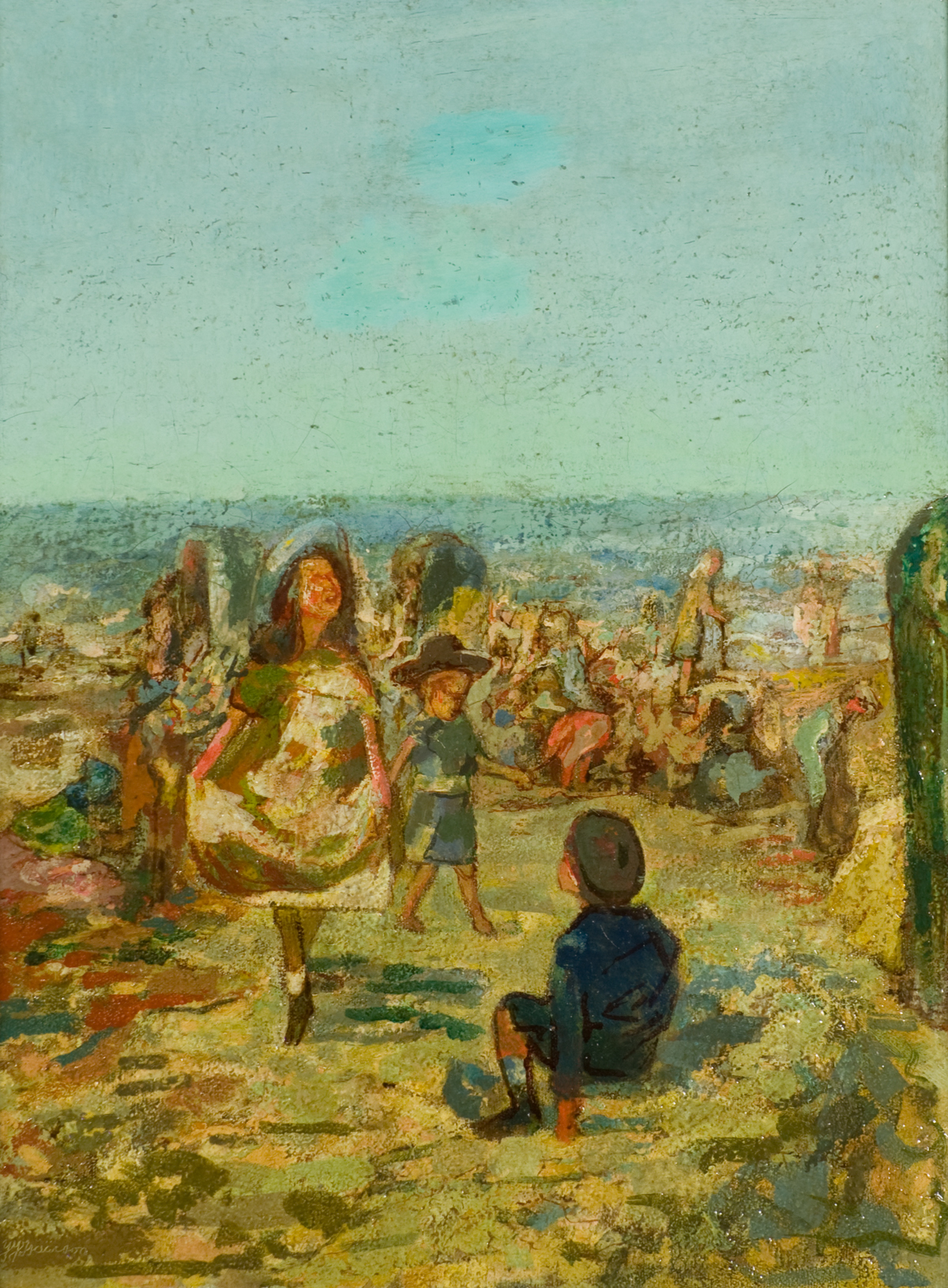
Strandgezicht